# Petäjäsaari (ö i Finland, Norra Savolax, Nordöstra Savolax, lat 62,82, long 28,86)
Petäjäsaari är en halvö i Finland. Den ligger i sjön Mietunlampi och i kommunen Kaavi i den ekonomiska regionen  Nordöstra Savolax ekonomiska region  och landskapet Norra Savolax, i den centrala delen av landet, 400 km nordost om huvudstaden Helsingfors.